# Inflační paměť T lymfocytů
Fenomén inflační paměti u T lymfocytů spočívá v tvorbě a udržování velkých populací specifických paměťových CD8+ T-lymfocytů při infekci cytomegalovirem (CMV). 

## Cytomegalovirus (CMV)
CMV je celosvětově rozšířený typ viru, který postihuje ve vyspělých zemích 60–80 % populace. Šíří se slinami nebo močí a u většiny zdravých jedinců přežívá v organismu pod kontrolou imunitního systému, aniž by se projevily viditelné symptomy. Životní strategie CMV spočívá v začlenění DNA do genomu hostitelské buňky, čímž uniká mechanismům přirozené imunity.

## Průběh infekce cytomegalovirem
Imunitní odpověď proti CMV zajišťují především CD8+ T lymfocyty, které rozpoznávají virové fragmenty v komplexu s MHC I na povrchu infikovaných buněk a tyto buňky ničí. Specifické CD8+ T lymfocyty vznikají v sekundárních lymfatických orgánech z naivních T lymfocytů, kterým APC prezentují CMV antigen a poskytují kostimulační signál. Kromě populace migrujících efektorových CD8+ T lymfocytů zůstává část T lymfocytů v sekundárních lymfatických orgánech a kostní dřeni, kde tvoří centrální paměťové buňky schopné při opakovaném setkání s patogenem ihned reagovat a proliferovat. Množství paměťových buněk vzniklých jako odpověď na cytomegaloviry je zhruba 9,1 % – 10,2 % všech cirkulujících CD4+ a CD8+ paměťových buněk.

## Charakteristika inflačních paměťových CD8+ T lymfocytů
Obecně tyto buňky exprimují nízkou hladinu lokalizačních markerů uzlin – CD62L, CCR7 a vyskytují se spíše v periferních orgánech. Zachovávají si standardní funkce cytotoxických T lymfocytů – produkce cytokinů a cytotoxicita. Na svém povrchu neexprimují kostimulační molekuly (CD28) a inhibiční receptor PD-1, naopak exprimují inhibiční molekuly KLRG-1 a CD85.

## Imunosenescence
S přibývajícím věkem dochází k remodelaci imunitní odpovědi a snížené schopnosti imunitního systému chránit jedince před infekčními chorobami, i u zdravých jedinců. Především u starších osob vede dlouhodobá infekce CMV k rychlému zvyšování počtu CMV-specifických T buněk a zmíněné imunosenescenci. Počet CMV paměťových CD8+ T lymfocytů začne převládat a sníží se celkový počet dostupných naivních T lymfocytů. U starších osob pozitivních na HCV mohou tvořit CD8+ T lymfocyty až 50 % veškerých paměťových buněk v periferní krvi. Stejný vliv na imunitní systém byl popsán u herpes virů a parvovirů.

## Terapeutické využití
Potenciálním terapeutickým využitím paměťových buněk je vakcinace založená na indukci paměťových T lymfocytů v periferii, které budou schopny efektivně a okamžitě reagovat na patogen.